# Sœurs ursulines de la Sainte Famille
Les Sœurs ursulines de la Sainte Famille (O.S.F.) forment un institut religieux féminin, né le 2 février 1908 et reconnu comme congrégation religieuse le 5 août 1946. Fondée par la Mère Arcangela Salerno et suivant les règles de l'ordre de Sainte-Ursule, la congrégation des Ursulines de la Sainte Famille centre son activité sur l'évangélisation, l'assistance, l'enseignement et l'éducation chrétienne. 

## Historique
Très touchée par les pauvres qui l'entourent et plus particulièrement les enfants privés d’instruction chrétienne et les malades en manque d'assistance, sœur Rosa Roccuzzo (1882-1956) engage quatre autres jeunes filles dans ses activités caritatives : Giovanna Giaquinta (1884-1934), les sœurs Cristina Inzinga (1876-1946) et Giuseppa Inzinga (1878-1976) et enfin Arcangela Salerno (1884-1967).  
Alors que l'assistance envers les pauvres absorbe leurs pensées et leurs énergies, les cinq jeunes femmes forment une nouvelle famille religieuse à Monterosso Almo. Le 2 février 1908, une fois surmontées les réticences de leurs familles et de leurs connaissances, les cinq jeunes filles choisissent de vivre sous le même toit, à Monterosso Almo (Sicile), sous la direction du Père Carmelo Giaquinta (1862-1937), afin de donner une forme concrète et stable à leur idéal de sainteté. La maison leur est alors offerte par une dame fortunée du pays.
La société déménage rapidement son siège social à Syracuse et, sous la direction de Mgr Luigi Bignami (it), archevêque du diocèse, qui les surnomment « les lys de la montagne », les jeunes femmes reconnaissent en sainte Angèle Mérici une vraie mère spirituelle. 
Elles deviennent alors des Ursulines et se placent sous le patronage de la Sainte Famille de Nazareth. La nouvelle famille religieuse est érigée canoniquement le 10 novembre 1915, sous le titre de « Congrégation des Sœurs ursulines de la Sainte Famille ».
En 1923, Mère Arcangela Salerno est sollicitée par Mgr Giacomo Carabelli (it), nouvel archevêque de Syracuse, d’entreprendre une mission ursuline dans sa propre cité épiscopale. Ce nouveau siège devient alors le centre de nombreuses missions et un lieu où mûrit la mission ecclésiale de la congrégation.
L’archevêque leur demande ensuite de se pencher sur l’éducation, et l’école devient ainsi l’apostolat prioritaire de la congrégation. 
Mère Arcangela Salerno, qui donne sa forme spécifique à la future congrégation et qui en deviendra la première mère supérieure, en est ainsi considérée comme la fondatrice. 
Elle devient une congrégation religieuse le 5 août 1946, puis est reconnue de droit pontifical le 20 mai 1971 et, enfin, les constitutions sont approuvées le 10 novembre 1979.

## Activité et implantation
La congrégation se dévoue à l'enseignement dans les écoles et les foyers d’étudiantes, à la catéchèse et à la pastorale paroissiale, et aux œuvres de formation humaine et d’assistance. 
Dès la fin des années 1960, la congrégation comptait 90 religieuses réparties en communautés situées dans huit diocèses d’Italie, au Brésil et en France.
En 2014, sœur Cristina remporte la saison 2 de The Voice of Italy.